# Hull Kingston Rovers
Hull Kingston Rovers (auch als Hull KR bezeichnet) ist ein professioneller Rugby-League-Verein aus der Stadt Kingston upon Hull in der englischen Region East Riding of Yorkshire, der in der englisch-französischen Super League spielt. Die Mannschaft trägt ihre Heimspiele im Craven Park aus, in dem 12.000 Zuschauer Platz finden. Mannschaftsfarben sind rot und weiß. Gegenüber dem Hull FC herrscht traditionellerweise eine starke Rivalität.

## Geschichte
Die Hull Kingston Rovers wurden 1882 im Osten der Stadt gegründet und traten 1897 in die Northern Union ein. In den 1920er Jahren erlebte der Verein seine erste "Goldene Ära" mit jeweils zwei Triumphen in der Rugby League Championship und der Yorkshire League. Danach folgte jedoch eine lange Durststrecke ohne bedeutende Erfolge, und erst 1979 gelang wieder der Gewinn einer nationalen Meisterschaft. 1980 gewannen die Rovers durch einen Sieg gegen Erzfeind Hull FC zum ersten und bis heute einzigen Mal den Challenge Cup. 1984 und 1985 erfolgten weitere Triumphe in der Meisterschaft. Der Yorkshire Cup von 1986 ist der bis heute letzte Titel des Clubs. 2015 zog Hull KR erstmals seit 29 Jahren wieder ins Challenge-Cup-Finale ein, war dort jedoch gegen die Leeds Rhinos chancenlos und unterlag mit 0:50.

## Erfolge
- Challenge Cup: 1979/80 (1 Titel)
- Championship: 1922/23, 1924/25, 1978/79, 1983/84, 1984/85 (5 Titel)
- Yorkshire League:  1924/25, 1925/26 (2 Titel)
- Yorkshire Cup: 1920/21, 1929/30, 1966/67, 1967/68, 1971/72, 1974/75, 1985/86 (7 Titel)
- Regal Trophy: 1984/85 (1 Titel)
- Premiership: 1980/81, 1983/84 (2 Titel)

## Bekannte ehemalige und aktive Spieler
| - Roger Millward (England) - Gavin Miller (Australien) - Stanley Gene (Papua-Neuguinea) - George Fairbairn (Schottland) - Michael Dobson (Australien) - Clive Sullivan (Wales) |